# Авиен
Вижте пояснителната страница за други личности с името Авиении.
Постумий Руфий Фест Авиен (на латински: Postumius Rufius Festus Avienus; Avienius; floruit 360 г.) e латински поет през втората половина на 4 век
по времето на император Юлиан Апостат.
Произлиза от фамилията Руфии Фест от Волсинии (днес Болсена) в Лацио. Бъркан е често с писателя на басни Авиан.
Запазени са неговите произведения Phaenomena, Descriptio orbis terrae и Ora maritima erhalten, също така и един фрагмент за комети. Езичникът Авиен пише в Phaenomena, че в космоса има само един Бог в различни явления.

## Текстове и преводи
- A. Holder: Rufi Festi Avieni Carmina. Innsbruck 1887.
- J. P. Murphy: Ora maritima or Description of the seacoast. Chicago 1977.
- J. Soubiran: Aviénus: Les Phénomènes d'Aratos. CUF, Paris 1981.
- D. Stichtenoth: Ora maritima, lateinisch und deutsch. Darmstadt 1968.
- P. van de Woestijne: Descriptio orbis terrae. Brugge 1961.

## Коментари
- A. Cameron: Avienus or Avienius? In: ZPE 108 (1995), S. 252 – 262
- Concordantia in Rufium Festum Avienum. Curavit Manfred WACHT. G. Olms Verlag 1995
- M. Fiedler: Kommentar zu V. 367 – 746 von Aviens Neugestaltung der Phainomena Arats. Stuttgart Saur 2004
- C. Ihlemann: De Avieni in vertendis Arateis arte et ratione. Diss. Göttingen 1909
- H. Kühne: De arte grammatica Rufi Festi Avieni. Essen 1905